# Ernelinde, princesse de Norvège
Ernelinde, princesse de Norvège est une tragédie lyrique en 3 actes de Poinsinet, musique de François-André Danican Philidor, représentée pour la première fois à la Salle des Machines le 24 novembre 1767, reprise au Théâtre de la Monnaie à Bruxelles le 15 octobre 1772, puis au château de Versailles le 11 décembre 1773 sur un livret de Sedaine.

## Personnages
- Ernelinde, princesse de Norvège (soprano)
- Rodoald, roi de Norvège (basse)
- Ricimer, roi de Suède (baryton)
- Sandomir, prince de Danemark (ténor)

## Argument
Le roi Rodoald de Norvège est vaincu grâce à une alliance entre le Danemark et la Suède. Le roi Ricimer de Suède a l'intention d'épouser Ernelinde, la fille de Rodoald, mais elle éprouve des sentiments pour le prince Sandomir du Danemark. Ricimer annonce à Ernelinde qu'il ne prendra en compte que Rodoald ou Sandomir. Elle a le choix. Elle opte pour le père et Sandomir est emprisonné. Rodoald réunit son armée et, avec l'assistance des Danois, affronte les troupes de Ricimer. Sandomir pardonne à Ricimer, et c'est finalement lui qui donne son accord pour le mariage d'Ernelinde et de Sandomir.

## Édition en ligne
- Ernelinde, princesse de Norvège : tragédie lirique en trois actes, représentée pour la première fois, par l'Academie-royale de Musique, le mardi 24 novembre 1767, Paris, Lormel, 1767, 75 p., in-4º (lire en ligne sur Gallica).